# Saint-Michel-de-Chavaignes
 Saint-Michel-de-Chavaignes  es una población y comuna francesa, situada en la región de Países del Loira, departamento de Sarthe, en el distrito de Mamers y cantón de Bouloire.

## Demografía
| 902 | 817 | 748 | 682 | 702 | 740 |
| Para los censos de 1962 a 1999 la población legal corresponde a la población sin duplicidades (Fuente: INSEE [Consultar]) |     |     |     |     |     |